# あばれ祭
あばれ祭（あばれまつり）は、石川県鳳珠郡能登町宇出津で毎年7月第1金曜日および土曜日に行われるキリコ祭りである。宇出津のキリコ祭り（うしつのキリコまつり）とも呼ばれる。かつては7月7日・8日に行われていた。1989年（平成元年）10月23日に、県の無形民俗文化財に指定されている。

## 解説
宇出津の八坂神社の祭礼に、酒垂神社（さかたりじんじゃ）・白山神社（はくさんじんじゃ）の宮司が奉仕する祭礼で、装飾性こそ少ないが、構造的には最も複雑な形状をしているキリコとその激しい動き、そして御輿の「あばれ」の勇壮さが特徴である。
宇出津湾をはさんで向き合うように立つ酒垂神社・白山神社のそれぞれの氏子が担ぐ八坂神社の神輿（各1台）と宇出津の各町内で管理運営される40本以上のキリコが町内を練り歩く。
1997年（平成9年）12月4日、国の記録作成等の措置を講ずべき無形の民俗文化財に選ばれた「能登のキリコ祭り」の1つに含まれる。また2015年（平成27年）4月24日には、「灯り舞う半島 能登 〜熱狂のキリコ祭り〜」の中の1つとして日本遺産に認定された。
2020年（令和2年）は、新型コロナウイルスの影響で、記録が残る限り初めて神輿巡行とキリコの運行は中止となった。しかし、神事としての例祭は7月5日に八坂神社で執り行われ、同時に新型コロナウイルス感染防止および疫病神から守るための鎮疫祭も併せて斎行した。鎮疫祭の実施は宮司棚木家の文書によると1860年（万延元年）にコレラの終息を願って執り行われたとの記録があり、160年ぶりの斎行となった。鎮疫祭で祈祷された御札は宇出津地区全氏子に配布され、「コンセールのと」内の「たびスタ」でも限定500枚が頒布された。

### 起源
昔、この一帯に疫病が流行った時に、桜井源五という人物が京都の祇園社から牛頭天王を勧請してきて盛大な祭りをしたところ、大きな蜂が現れ人々を次々と刺した。すると蜂に刺された人は病気がたちまち治ったため、あの蜂は神様の化身にちがいないと感謝し、大きなキリコを作って「大泥棒ボー蜂やさいた」とはやしたて町内を練り歩いたところ、悪疫は絶滅した。これが宇出津でキリコ祭りが始まったきっかけであると伝わる。桜井源五という名前の人物は何人かいるが、1665年（寛文4年）に宇出津に引っ越してきた人物が最初である。実際にはこの謂れと一致しない慣習も残っており（例：白山方神輿のアメヤ詣り）、様々な要素を含んで始まっているとみられる。

### キリコ
キリコは各町内の男女50 - 80人により担がれ、キリコの上には子どもたちが多数乗り、子供や若い女性が笛を吹き鉦を鳴らし太鼓を叩く。多数のキリコが「デデンコデンデン・デンコデンデン」というキリコ太鼓の音に合わせた「さっかさい、さっかよっそい」のかけ声と共に町の中心部に多数集結する。1日目のクライマックスには大屋根広場前に並んだ大松明の周りをキリコが乱舞する。

### 御輿
御輿は各町から選抜された屈強な男達にかつがれ昼間は町内を練り歩き、夜のクライマックスでは水中や火中に放り込まれる。御輿は「ちょうさ・ちょうさ」のかけ声で担がれ、町内各地で止まって神主が祝詞をあげて町々の平和と繁栄を祈願する。2日目のクライマックスでは八坂神社前の置き松明の中に御輿が何度も投じられる。
御輿をかつぐ男たちは火中の御輿によじ登ったり、また燃えている御輿をかついで火のまわりを回ったりし、最後は八坂神社の拝殿に運び込み、神主が祝詞をあげ御輿に酒を掛ける。

### 人々
地元出身で金沢や東京・大阪などに出ている人たちがキリコをかつぐためにこの日程に合わせて帰ってくる。また国内外からの観光客も多い。祭り当日は“よばれ”と言われる、各家庭で御馳走が振る舞われる風習がある。夜遅くまで玄関を開けた状態にして、親戚縁者だけでなく、近隣の住民なども混ざって出入りし、宴が行われる。
期間中、宇出津の中心部は交通規制されるが、周辺に大きな無料駐車場が数か所用意されるので、車は駐車場に停め、そのまま祭りの行われている地区を歩いて八坂神社方面まで歩いていくことになる。